# Bagual

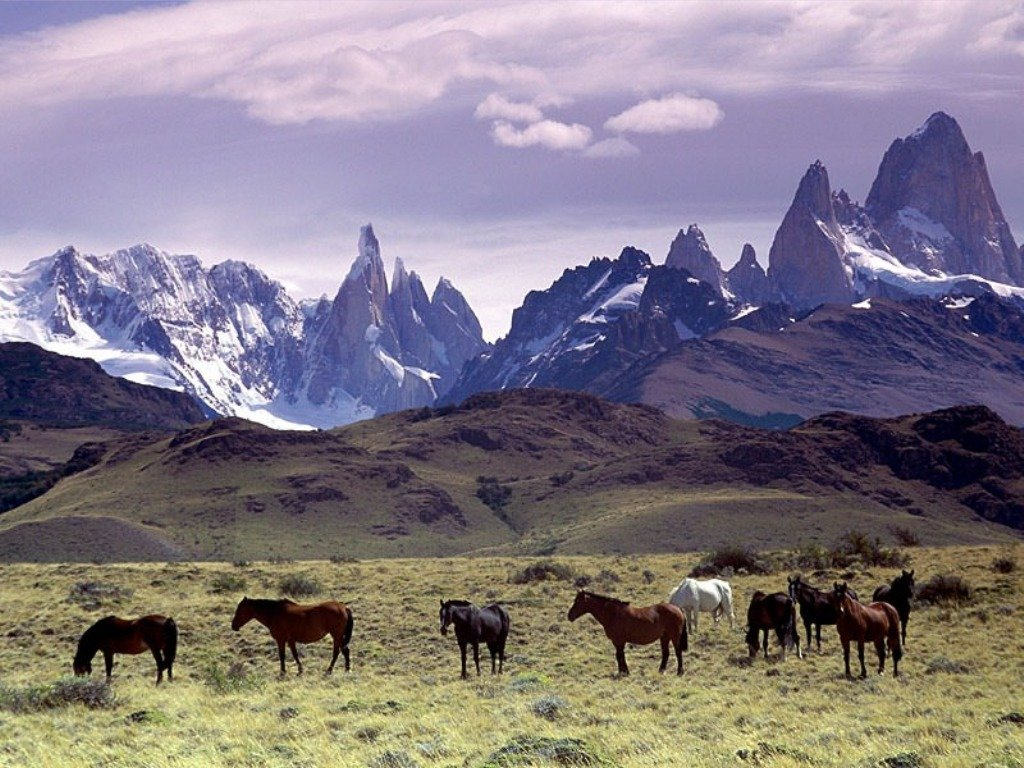
Caballos pastando al pie del Monte Fitz Roy en la Patagonia.

En la Patagonia de Argentina, Chile, Río Grande del Sur y en Uruguay se denomina bagual al animal equino o vacuno que se ha vuelto cimarrón o feral, también aplicable a los canes asalvajados en el campo por abandono o por su propio instinto. Esto es, que se ha hecho salvaje evitando la presencia humana. Se trata o de ejemplares de origen doméstico que -por una eventualidad- han quedado libres, o de animales engendrados en estado salvaje. Este último es el caso de la mayor parte de las tropillas de baguales patagónicos, que tienen un origen histórico, del que hay abundante registro documental ya desde el siglo XVIII. Por lo general los baguales habitan en llanuras poco frecuentadas, montes escarpados o bosques impenetrables.

## Etimología
El nombre proviene, según la RAE, de un caquique principal querandí, Bagual (también llamado Miniti), que vivió en la época de la segunda fundación de Buenos Aires por Juan de Garay (1580). Bagual, habiendo sido -una y otra vez- entregado en encomienda, capturado y cristianizado, se desprendió del yugo español en numerosas ocasiones, tomando la alternativa de vivir libre en las pampas y realizar correrías contra los conquistadores europeos, hasta que en 1642 lo mataron las tropas que lo perseguían.
Algunos folcloristas que estudian la canción baguala hacen provenir la palabra bagual de cahuel, una expresión en mapudungun (idioma dominante en las pampas durante el siglo XIX) para designar al caballo en general (kawellu o kawell); sin embargo, esta etimología es considerada "imposible" por Rodolfo Lenz.

### Otros usos de la palabra
Hasta hoy en Uruguay la expresión "ganar los baguales" significa huir o ponerse a buen recaudo. El término bagual es utilizado también en Argentina, Bolivia, Chile,  Río Grande del Sur y en Uruguay, se usa en un sentido general para referirse a los sementales bravíos y los potros aún no domados. En Paraguay, Argentina, Uruguay y Río Grande del Sur es además sinónimo de incivilizado y grosero. En Chile, asimismo, se refiere a una persona bruta y botarate. Además, en Río Grande del Sur también puede ser alguien que esté vestido de Gaucho
El término también ha dado origen a la palabra "baguala", que se refiere a un tipo de canción gaucha de tono triste, centrada en la soledad del arreo, que es especialmente popular en el noroeste de Argentina. Allí se llama "bagualeros" a los que la cantan (a diferencia de lo que ocurre en Patagonia, donde "bagualero" es un cazador de toros bahuales).
El término es utilizado con frecuencia por empresas de Sudamérica para simbolizar un espíritu libre y que fluye desde la vida atareada hacia la naturaleza, por ejemplo en la marca Bagual de lana Patagónica y textiles de lana.

## Caballos baguales
Son baguales los potros y caballos salvajes que habitan en la Patagonia continental, Tierra del Fuego e Isla Riesco, donde forman tropillas que habitualmente son encabezadas por una yegua dominante. 
En Argentina aún sobrevivirían unos 1.500 ejemplares originarios en Bahía Onelli y Península Avellaneda, en la Provincia de Santa Cruz. También hay información de 15 mil caballos baguales viviendo en el área Huemules del Valle Mascarello, en el Parque Nacional Los Glaciares, lo que levanta preocupación por su posible presión sobre las especies autóctonas.
En Chile se estima que los caballos Baguales tienen una población de algunos cientos, en su mayoría presentes en la isla de Tierra del Fuego y en el Parque nacional Torres del Paine, dónde pasaron a ser patrimonio y se realizan avistamientos guiados 

## Vacunos baguales
En el sur de Argentina y Chile se denomina también bagual al vacuno salvaje o ganado criollo patagónico, raza introducida con la llegada de los españoles, semejante en tamaño y cornamenta al antiguo uro europeo.[cita requerida] El apelativo se reserva, sobre todo, al macho adulto o "toro bagual". Hay conocidas poblaciones de estos vacunos baguales en el Parque Nacional Los Glaciares (donde se abren cada cierto tiempo temporadas de caza para controlar su número), la sección sur (montañosa) de Tierra del Fuego y en la Isla Navarino.
Los vacunos baguales, que son más habituales que los caballos baguales, al menos en la chilena Región de Magallanes, ha dado origen al oficio de "bagualero" entre los gauchos patagónicos; esto es, el especialista en cazar estos animales con la ayuda de perros.

## Historia
La existencia de al menos equinos baguales en las pampas y la Patagonia es de larga data. Antiguamente, su número era considerable y los límites de su territorio, notablemente más amplios:

"Los caballos alzados no tienen dueño, y andan disparando en grandes manadas por aquellas vastas llanuras que delimitan hacia el este con la provincia de Buenos Aires y el mar océano hasta llegar al Río Colorado; al oeste con las cordilleras de Chile y el primer Desaguadero; al norte con las sierras de Córdoba, Yacanto y Rioja; y al sur con los bosques que son los límites entre los Tehuelches y Diuihets.  Se lo andan de un lugar a otro contra el viento, y en un viaje que hice al interior, el año 1744, hallándome en estas llanuras durante unas tres semanas, era un número tan excesivo que durante quince días me rodearon por completo. Algunas veces pasaron por donde yo estaba en grandes tropillas a todo escape durante dos horas sin cortarse; y durante todo este tiempo, a duras penas pudimos, yo y los cuatro indios que entonces me acompañaban, librarnos de que nos atropellasen e hiciesen mil pedazos. Otras veces he transitado por esta misma región sin ver uno solo de ellos".
Tomás Falkner, misionero jesuita, 1744.

Desde las primeras observaciones registradas de estos baguales destacan el comportamiento libre de estos ejemplares.

"...Esos caballos cimarrones, luego que sienten gente, corren todos en tropa, y a poco trecho se paran; pero uno que hace como centinela, presintiendo el riesgo, rompe, relincha, huye y todos le siguen. Adviértese en estos caballos cimarrones mayor fortaleza y ligereza, y que son más nervados, que la mayor parte de los domésticos... El natural de estos caballos cimarrones no es feroz; son solamente ardientes, y salvajes: se aficionan los unos a los otros; no se hacen guerra entre sí mismos, y viven en paz; porque sus apetitos son simples y moderados, y tienen cuanto basta para no envidiarse las mutuas prerrogativas. La principal propiedad, que se nota en las caballadas cimarronas, temida de los que transitan por los parajes en que moran, es la siguiente: en viendo caballos mansos se juntan tropas de quinientos, y a veces más, y otras menos, de las cimarronas. Toman carrera hacia donde están los mansos y si no hay gran diligencia en apartarlos, los cogen dentro del tropel y los hurtan, llevándoselos a sus prados (...) los llaman también baguales, por estar siempre en tierras llanas, y sin piedras..."
José Sánchez Labrador, 1773.

Así también, ya en el siglo XVII hay registro de la caza de baguales por parte de los indígenas:

"...Los pampas próximos a Cuyo (habitan viviendas construidas) en un instante con cuatro palillos, una media ramada mal cubierta con algunas ramas y yerbas o algún cuero de vaca o caballos o de otros animales que cazan."
Alonso de Ovalle, 1643.

Esta información se repite en el siglo XVIII respecto de los tehuelches patagónicos y los caballos baguales, que se convierten la materia prima principal de los toldos:

"De las pieles de los Baguales fabrican (los tehuelches) también sus casas (...) Para el techo cosen 26 cueros de caballo"
José Sánchez Labrador, 1773.